# A Different Beat
A Different Beat es el decimotercer álbum de estudio del guitarrista norirlandés de blues rock y hard rock Gary Moore, publicado en 1999 por el sello Sanctuary Records. Es el trabajo menos conocido del músico y además el menos exitoso en las listas musicales, debido en parte al cambio de sonido a diferencia de sus anteriores álbumes.
Como su título lo menciona incluye nuevos sonidos, como temas casi bailables y en orientación más hacia la música pop, pero sin perder el característico hard rock y el blues rock. A pesar de aquello, obtuvo el puesto 133 en la lista UK Albums Chart del Reino Unido. Por otro lado y dentro del listado de canciones, cuenta con un cover de «Fire» de la banda The Jimi Hendrix Experience.

## Lista de canciones
Todas las canciones escritas por Gary Moore, a menos que se indique lo contrario.

| N.º | Título                                        | Escritor(es) | Duración |  |
| 1.  | «Go On Home»                                  |              | 4:21     |  |
| 2.  | «Lost in Your Love (Undoubtably So)»          |              | 5:59     |  |
| 3.  | «Worry No More»                               |              | 5:07     |  |
| 4.  | «Fire» (cover de The Jimi Hendrix Experience) | Jimi Hendrix | 2:50     |  |
| 5.  | «Surrender»                                   |              | 9:38     |  |
| 6.  | «House Full the Blues»                        |              | 4:49     |  |
| 7.  | «Bring My Baby Back»                          |              | 4:50     |  |
| 8.  | «Can't Help Myself»                           |              | 5:52     |  |
| 9.  | «Fat Boy»                                     |              | 3:27     |  |
| 10. | «We Want Love»                                |              | 5:43     |  |
| 11. | «Can't Help Myself» (remix E-Z Rollers)       |              | 12:18    |  |

## Músicos
- Gary Moore: voz, guitarra eléctrica y bajo
- Roger King: teclados
- Gary Husband: batería